# آنجلا سامرز
آنجلا سامرز (انگلیسی: Angela Summers؛ زاده ۶ نوامبر ۱۹۶۴) یک بازیگر پورنوگرافی اهل ایالات متحده آمریکا است.